# 大分県立佐伯豊南高等学校
大分県立佐伯豊南高等学校（おおいたけんりつさいきほうなんこうとうがっこう、英: Oita Prefectural Saiki Honan High School）とは、大分県佐伯市大字鶴望にある県立の高等学校である。
旧大分県立佐伯豊南高等学校と大分県立佐伯鶴岡高等学校とを統合して、2014年（平成26年）4月1日に佐伯鶴岡高校の校地に開校した。なお、旧佐伯豊南高校は、在学生が卒業するまで存続し、2016年（平成28年）3月を以て閉校した。本項では旧佐伯豊南高校についても併せて説明する。

## 概観
2008年（平成20年）8月27日に大分県教育委員会が公表した2010 - 2015年度の後期高校再編計画において、本校と佐伯鶴岡高校とを統合し、新たな高校を佐伯鶴岡高校の敷地に設けることとされ、同年11月28日には2014年（平成26年）4月1日に開校することが決定。これに伴い、旧校及び佐伯鶴岡高校の生徒募集は、2014年度入学分から停止されたが、旧校は在校生が卒業する2015年度末まで存続した。
新校は、食農ビジネス科、工業技術科、福祉科の専門学科3学科と総合学科との合計4学科を有する総合選択制とされた。また、2013年7月30日には、新校の校名が旧校と同じ大分県立佐伯豊南高等学校となることが決定した。

## 沿革

### 旧佐伯豊南高等学校
- 1948年（昭和23年）
  - 4月1日 - 学制改革（六・三・三制の実施）により、「大分県立佐伯第二高等学校」（新制高等学校）が開校。
    - 校舎は旧・大分県立佐伯高等女学校校舎を使用。
    - 全日制商業課程・家庭課程・農業課程の3課程を設置。
    - 本校に定時制中心校を併設。
    - 定時制分校3校（栂牟礼（とがむれ）・重岡・蒲江）を設置。

  - 4月19日 - 開校式を挙行。
- 1951年（昭和26年）4月1日 - 高等学校再編により、「大分県立佐伯豊南高等学校」に改称。
- 1958年（昭和33年）4月 - 佐伯市大字鶴望1800番地に理科校舎が完成。
- 1961年（昭和36年）
  - 3月31日 - 定時制栂牟礼分校を廃止。
  - 4月1日 - 農業科が分離され、大分県立佐伯農業高等学校（後の大分県立佐伯鶴岡高等学校）として独立。定時制宇目分校を佐伯農業高等学校に移管。
- 1965年（昭和40年）4月1日 - 蒲江分校が分離の上、大分県立蒲江高等学校として独立。
- 1977年（昭和52年）3月 - コンピュータ室が完成。
- 1980年（昭和55年）4月1日 - 普通科（2学級）を新設。
- 1994年（平成6年）4月1日 - 商業科を改編し情報処理科と会計科の2学科を、家政科を改編し食文化科、生活デザイン科の2学科を設置。
- 1999年（平成11年）
  - 3月 - 普通科・情報処理科・会計科・食文化科・生活デザイン科の生徒募集を停止。
  - 4月1日 - 学科改編により、総合学科を設置。制服を改定。
- 2001年（平成13年）3月31日 - 普通科・情報処理科・会計科・食文化科・生活デザイン科を廃止。
- 2016年（平成28年）3月6日 - 閉校式挙行[1][3]。
- 2016年（平成28年）3月末 - 閉校。

### 佐伯鶴岡高等学校
- 大分県立佐伯鶴岡高等学校#沿革参照。

### 新佐伯豊南高等学校
- 2014年（平成26年）4月9日 - 開校[4]。

## 新佐伯豊南高等学校

### 設置学科
- 全日制課程
  - 食農ビジネス科
  - 工業技術科
  - 福祉科
  - 総合学科

### 校歌
- 作詞 - 小野正嗣（大分県佐伯市（旧蒲江町）出身）
- 作曲 - 望月京[5]

小野は2015年に第152回芥川龍之介賞を受賞。望月は第10回芥川作曲賞（芥川也寸志を記念）を受賞しているため、本校の校歌は2人の「芥川」賞受賞者による校歌となった。

### アクセス
- 大分バス新豊南高校前停留所下車[広報 4][6]。

## 旧佐伯豊南高等学校

### 設置学科
- 全日制課程 総合学科

### アクセス
- 佐伯駅からバス。国道217号のそばにある。
- コスモタウンフリーモール佐伯や番匠川に隣接している。

### 出身者
- 西嶋泰義（政治家・佐伯市長）
- 広瀬宰（プロ野球選手）
- 塩月勝義（プロ野球選手）
- 安藤信二（プロ野球選手）
- 西嶋賢司（プロ野球選手）
- 伊達治一郎（モントリオール五輪 レスリング金メダリスト）
- 宗茂（マラソン選手、「宗兄弟」）
- 宗猛（マラソン選手、「宗兄弟」）
- 竹内力（俳優）
- 盛田賢司（漫画家）

## 記念碑
正門横庭園にはオリンピアンの伊達治一郎の記念碑と宗兄弟の記念碑「栄光の軌跡」（宗兄弟の記念碑は学校統合後に本校北門近くに移設された後、2024年8月に正門横庭園に移設）がある。

#### 広報資料・プレスリリースなど一次資料
1. ↑  高校改革推進計画 後期再編整備計画 平成22〜27年度 〜特色・魅力・活力ある学校づくりに向けて〜 (PDF)
2. ↑  佐伯地域新設高校の校名が決定しました! 大分県教育委員会新設高校開校準備室[リンク切れ]
3. ↑  新校歌の作成者を紹介します 大分県立新佐伯豊南高等学校 Archived 2015年3月20日, at the Wayback Machine.
4. ↑  平成26年4月1日、ダイヤ改正の実施について 大分バス